# Nowoworoncowka
Nowoworoncowka (ukr. Нововоронцовка) – osiedle typu miejskiego w obwodzie chersońskim Ukrainy, siedziba władz rejonu nowoworoncowskiego.
Miejscowość powstała w 1829.
W 1989 liczyła 7317 mieszkańców.